# 克林 (德国)
克林（德語：Krün）是德国巴伐利亚州的市镇，属于上巴伐利亚行政区加米施-帕滕基兴县。该市镇总面积为36.32平方千米，截至2023年12月31日总人口为1,944人。